# 卡托維茲省

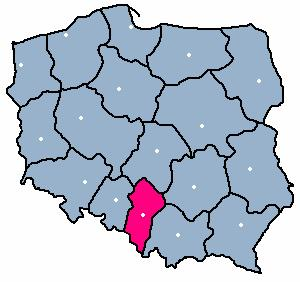
1950-1975年的卡托維茲省

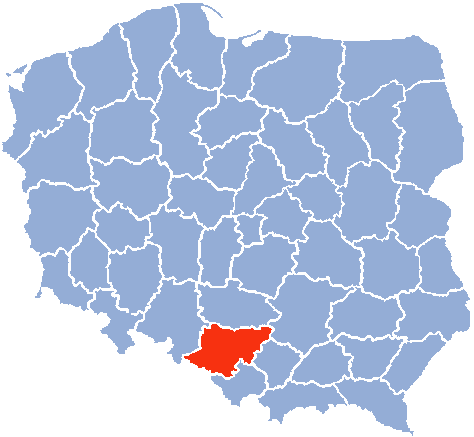
1975-1998年的卡托維茲省

卡托維茲省（波蘭語：Województwo katowickie）是波蘭歷史上的一個省，始於1945年。1999年1月1日被併入西里西亞省。
1965年面積9,518平方公里，人口3,524,300人。1980年面積6,650平方公里。人口3,894,900人。首府卡托維茲。